# Ludwig I. (Thüringen)

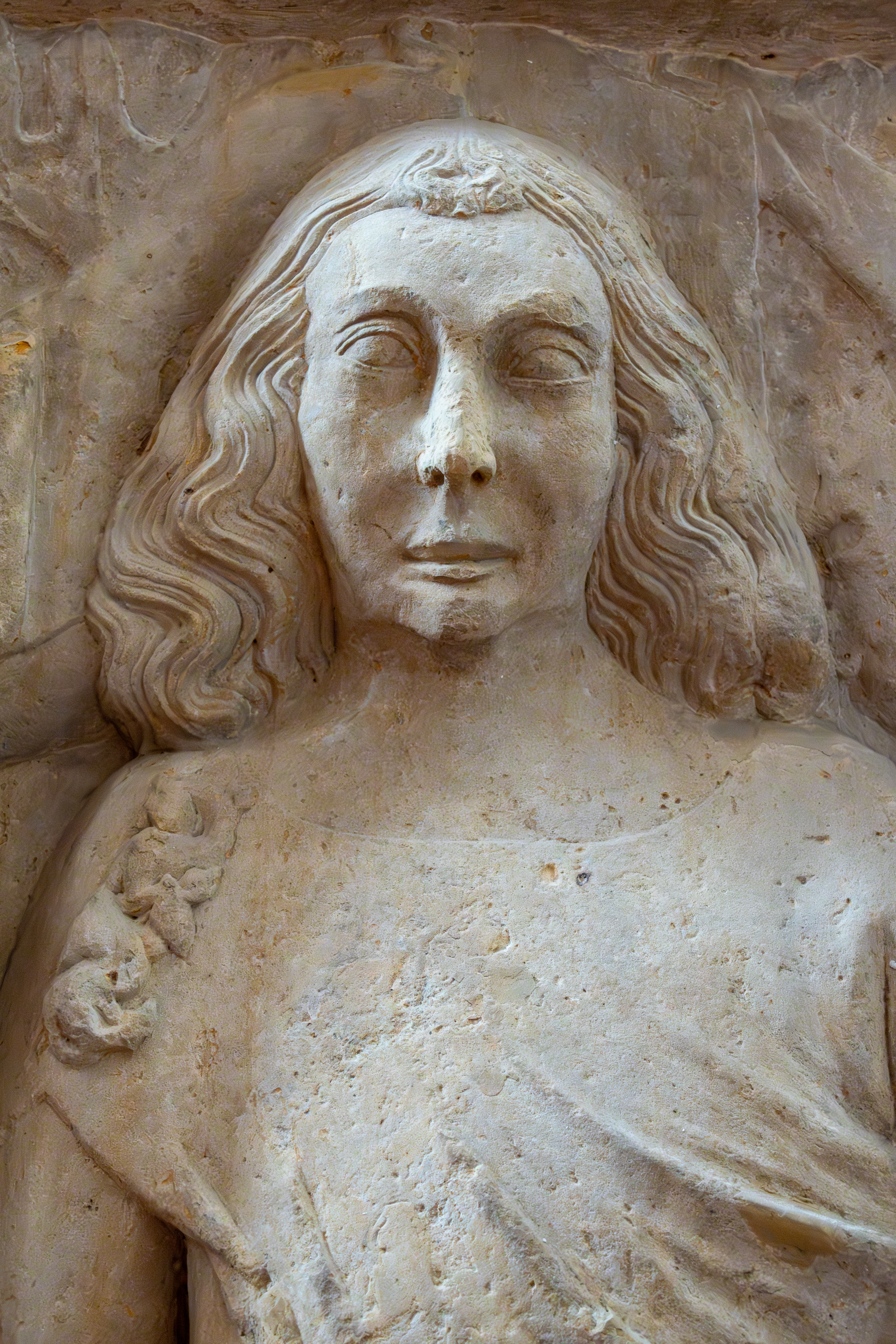
Darstellung Ludwigs auf seiner Grabplatte in der Georgenkirche (Eisenach)

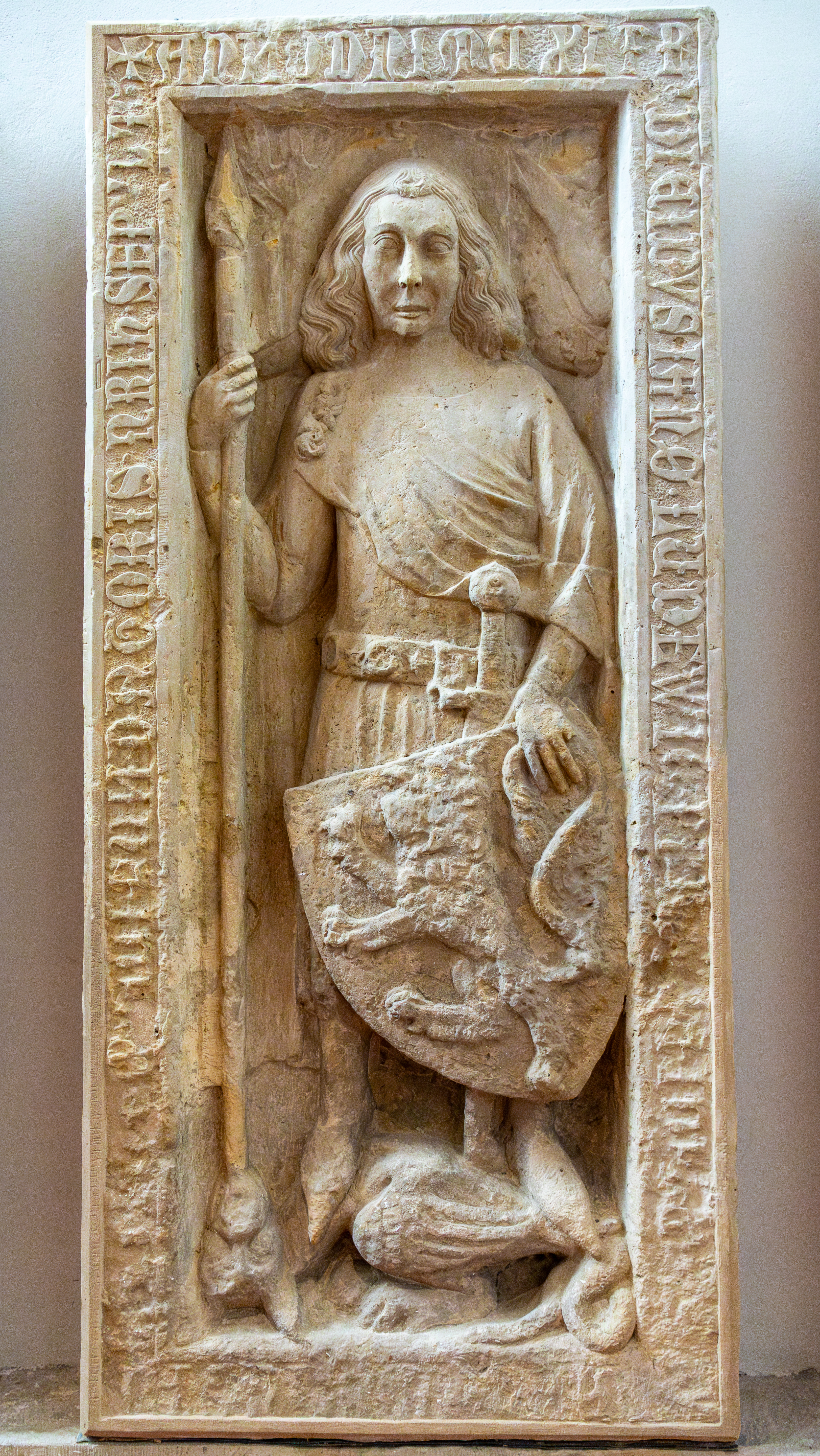
Posthume Grabplatte Ludwigs I. von Thüringen als Teil der Landgrafensteine in der Georgenkirche (Eisenach)

Ludwig I. († 12. Januar 1140) war Graf in Thüringen, Graf von Maden/Gudensberg und ab 1131 Landgraf von Thüringen. Er gehörte zu den Ludowingern.

## Herkunft
Ludwig war ein Sohn Ludwigs des Springers und Adelheids von Stade.
Er hatte dadurch verwandtschaftliche Beziehungen zu mächtigen Adelskreisen. So war seine Urgroßmutter die Großmutter Königin Richenzas. Sein Bruder Udo war Bischof von Naumburg.

## Herrschaft
Er wurde 1131 vom deutschen König Lothar III. zum Landgrafen von Thüringen erhoben und regierte bis 1140.
Der Titel des Landgrafen wurde eigens für ihn geschaffen. Nach der Familienregel wäre er eigentlich als Ludwig III. zu bezeichnen gewesen. Er gewann jedoch für sein Geschlecht die sogenannte Landgrafschaft Thüringen und somit wurde nach dieser Rangerhöhung die Zählung von vorn begonnen.
Durch seine Ehe mit Hedwig von Gudensberg, der Tochter des hessischen Gaugrafen Giso IV., und durch eine weitere 1123 geschlossene Ehe von Hedwigs Mutter Kunigunde von Bilstein mit seinem jüngeren Bruder Heinrich Raspe I. fiel den Ludowingern nach dem Tod von Giso V. 1137 und von Kunigunde 1140 eine umfangreiche Erbschaft zu, die die Verbindung Thüringens mit Hessen einleitete. Ab 1137 war er auch Graf von Hessen-Gudensberg.
Dieses Erbe umfasste den gisonischen Besitz nördlich von Marburg mit der Stiftsvogtei Wetter, den bilsteinischen Erbteil Kunigundes südlich von Marburg und die Vogtei über Hersfeld. Ferner erbte erden gesamten hessischen Besitz der 1121 ausgestorbenen und von Giso IV. und Kunigunde beerbten Grafen Werner, insbesondere die Grafschaft Maden-Gudensberg mit den Vogteien Fritzlar, Hasungen und Breitenau. Ludwig war damit ab 1137 auch Graf von Hessen-Gudensberg.
Die Nähe zu Kaiser Lothar III. (von Supplinburg) hatte Ludwigs Erhebung zum Landgrafen gefördert und damit den Aufstieg in den Fürstenstand. Nach dem Tod Lothars 1137 wechselte Ludwig I. zur staufischen Partei: Die Zeit des Machtkampfes zwischen den Staufern und den Welfen um die Vormachtstellung im Reich war angebrochen.
Der erste ludowingische Landgraf starb am 12. Januar 1140 und wurde im Hauskloster Reinhardsbrunn bestattet.

## Nachkommen
Eine Tochter Ludwigs hieß Jutta bzw. Judith von Thüringen, (ca. 1135 – ca. 1180). Mit ihrem Namen ist die älteste Steinbrücke über die Moldau verbunden. Sie war Königin von Böhmen, da sie die zweite Frau des böhmischen Herzogs Vladislav II. (1110–1174) wurde. Als Eigenbesitz oder Mitgift brachte sie die Herrschaft und Burg Mer (Meerane) in die Ehe mit.
Eine weitere Tochter, Cäcilie war erste Ehefrau von Udalrich II. (1134–1177), mährischer Herzog von Brünn und Königgrätz.